# Tall Hausz
Tall Hausz (arab. تل حوش) – miejscowość w Syrii, w muhafazie Hims. W 2004 roku liczyła 1609 mieszkańców.